# Roman Endel
Roman Endel O.S.B. († 29. Mai 1755 in Wislikofen) war ein Benediktiner, Priester und Theologe.

## Leben
Bereits als noch junger Priester wurde Pater Roman in das Kloster Sens geschickt, um sich in der französischen Sprache
auszubilden und unter dem berühmten Augustin Calmet die theologischen Studien fortzusetzen. Zurückgekehrt nach St.  Blasien gab er den jüngeren Religiosen Unterricht in der Theologie und Philosophie, 1741 wurde er nach Salzburg geschickt, lehrte Dogmatik an der Universität Salzburg sowie auch die Griechische und die Französische Sprache. 1749 bekleidete er das theologische Dekanat. Wegen Milzbeschwerden musste er das Lehramt aufgeben. Er starb als Propst von Wisligkofen ebenda am 29. Mai 1755.

## Werke
- Historia almae et archiepiscopalis universitatis Salisburgensis sub cura P.P. Benedictinorum. Prodit nunc primum opera et studio R. P... presbyteri et monachi Benedictini e congregatione S. Blasii in sylva nigra. Bondorffii (Typis J. Bap. Waltpart) 1728. 574 S. 4º3.
- Tractatus scolastico-dogmaticus de Deo uno. Salisburgi 1745. 4º.
- Tausendfältig gesegnete Rebecca Lob- und Ehrenrede in dem 1000jährigen Jubiläum des Klosters Mondsee. 1. Oct. 1748. (In der Festschrift des Stiftes Mondsee S. 81–108)
- Fontes lacrymarum ex R. P. Roberto Bellarmino S. J. , a Congr. majore academica Salisburgi partheniis sodalibus in Xenium oblati. Salisburgi (Mayr) 1750. 8°